# Louise Groenman
Louise Sienke Groenman (Meppel, 29 juni 1940) is een Nederlands politica en bestuurder. Van 1981 tot 1995 was zij Tweede Kamerlid voor D66.

## Biografie
Groenman studeerde sociologie aan de Rijksuniversiteit Groningen en de Universiteit van Amsterdam. Zij studeerde af op de scriptie "Het Sinterklaasfeest in cultureel-historisch perspectief". Voor haar Kamerlidmaatschap was zij stafmedewerker bij het Regionaal Opbouworgaan Amstelland en De Meerlanden en ambtenaar op het ministerie van Cultuur, Recreatie en Maatschappelijk Werk.
In de Tweede Kamer was zij woordvoerster sociale zaken, midden- en kleinbedrijf en emancipatiebeleid. Daarnaast hield zij zich ook bezig met justitie (gelijke behandeling, naamrecht), volksgezondheid, onderwijs en ambtenarenzaken. Al in 1985 pleitte zij voor ruimere openingstijden voor winkels. In 1992 diende zij (samen met Paul Rosenmöller en Hans Dijkstal) een initiatiefwetsvoorstel in over bevordering van evenredige arbeidsdeelname door allochtonen. Dit voorstel werd in 1994 wet.
Tijdens een debat in 1987 over de invoering van de dienstplicht voor vrouwen baarde zij enig opzien door drie regels uit een lied van Koos Speenhoff te zingen: "Wie zijn vader heeft vermoord, en zijn moeder heeft vergeven, die is nog veel te goed voor het soldatenleven..."
Na haar Kamerlidmaatschap was Louise Groenman onder andere kroonlid van de Sociaal-Economische Raad, voorzitter van het Aids Fonds en het Clara Wichmann Instituut en lid van de raad van commissarissen (werknemerscommissaris) van ABN AMRO.
Sinds 1994 is Groenman ridder in de Orde van de Nederlandse Leeuw.

## Privéleven
Zij is een dochter van de hoogleraar sociologie Sjoerd Groenman (1913–2000). Van 2009 tot zijn overlijden in 2022 was zij getrouwd met oud-Kamerlid Pieter ter Veer.
- International Standard Name Identifier: 0000 0003 9268 8836
- Nederlandse Thesaurus van Auteursnamen: 119914913
- Parlement.com: vg09llmp9a02
- Virtual International Authority File: 286807244
- WorldCat: E39PBJt8kxpmJwY8fY8wQX7WDq